# اسن، بلژیک
اسن (به لاتین: Esen) یک منطقهٔ مسکونی در بلژیک است که در دیکسمویید واقع شده‌است. اسن ۱۷٫۵۳ کیلومتر مربع مساحت و ۱٬۸۵۴ نفر جمعیت دارد.